# Alec John Such
Alec John Such (* 14. November 1951 in Yonkers, New York; † 5. Juni 2022 im Horry County, South Carolina) war ein US-amerikanischer Bassist. Er war 1983 Gründungsmitglied der Rockband Bon Jovi, die er 1994 verließ.

## Leben
Such spielte zunächst zusammen mit Richie Sambora in der Band Message. Von 1983 bis 1994 war er Bassist von Bon Jovi. Während Such in der Band dabei vor allem als Livemusiker agierte, überließ er die Studioarbeit großenteils Sessionmusikern wie Hugh McDonald.
Nach seinem Ausstieg war er Manager für verschiedene Bands in New Jersey. Er besaß auch einen Motorradhandel in New York City. Zuletzt lebte er im Horry County in South Carolina. Er starb in seinem Zuhause.